# Arjen Anthony Lucassen
Arjen Anthony Lucassen, né le 3 avril 1960 à Hilversum, est un auteur, compositeur, chanteur et multi-instrumentiste néerlandais de metal et rock progressif, principalement connu pour son opéra metal Ayreon.

## Biographie

### Débuts et succès

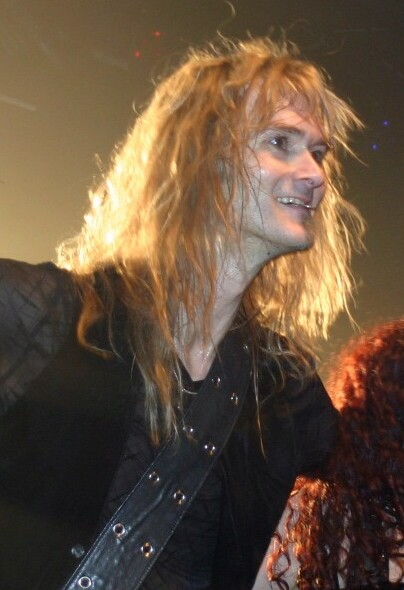
Arjen Lucassen sur scène avec Stream of Passion.

Lucassen joue de nombreux instruments: si ses principaux sont la guitare, le clavier et le synthétiseur, il manie également la flûte, la basse, le banjo, le piano, l'orgue Hammond et le mellotron.
Sa carrière débute en 1980. Il était alors le guitariste du groupe néerlandais Bodine où il officiait sous le nom d'Iron Anthony. Il a rejoint par la suite le groupe Vengeance en 1984 qu'il quitta 8 ans après pour s'orienter vers un univers plus progressif. En 1994, il sort son premier album solo Pools of Sorrow, Waves of Joy sous le pseudonyme Anthony.
En 1995, Lucassen a enregistré l'album Ayreon: The Final Experiment où il compose chaque chanson, chante et joue la plupart des instruments. L'album a conduit à la création du projet de rock progressif Ayreon qui a fait de Lucassen un compositeur de metal opéra reconnu. À la suite du succès d'Ayreon, Lucassen a participé à de nombreux autres projets: il est le créateur et guitariste de Star One, Guilt Machine, Ambeon ainsi que le créateur et ancien guitariste de Stream of Passion. Il compose et écrit la plupart de ses chansons mais laisse parfois l'écriture des paroles à ses partenaires dans certains de ses projets.
Au cours de sa carrière, Lucassen a sorti un total de vingt-et-un albums studio, deux albums live, quatre EP et huit singles. Cependant, il a également effectué de nombreuses apparitions mineures pour d'autres artistes ou groupes, comme Shadow Gallery, After Forever et Within Temptation, et le total d'albums studio auquel il a participé s'élève à plus d'une cinquantaine.
Depuis la création d'Ayreon, Lucassen gagne progressivement de la notoriété auprès des critiques, certains le qualifiant même de génie et louant ses talents de compositeur.

### Années 2020
Le 9 février 2021, sur sa page Facebook, Lucassen commence à teaser un nouvel album du groupe Star One. Le 6 octobre 2021, il révèle qu'il est intitulé Revel in Time. L'album sort le 18 février 2022 sur différents supports, suivi des rééditions de Space Metal (11 mars 2022) et de Victims of the Modern Age (1er avril 2022).
Le 19 janvier 2023, Lucassen annonce avoir formé un nouveau groupe appelé Arjen Lucassen's Supersonic Revolution. Notamment inspiré par des artistes tels que The Sweet, Alice Cooper, Rainbow (groupe), Deep Purple ou David Bowie, il déclare avoir voulu produire un album inspiré par la musique des années 1970 tout en lui donnant un son plus contemporain. L'album intitulé Golden Age of Music sort le 19 mai 2023.

## Discographie
- 1994 : Pools of Sorrow, Waves of Joy
- 1996 : Strange Hobby
- 2012 : Lost in the New Real